# 九华山酒业
安徽九华山酒业股份有限公司（新三板：831799，简称：九华山酒），位于安徽省池州市，生产与销售九华山甘露系列白酒。其股份自2015年1月21日於新三板上市。

## 品牌
- 九华山
- 牧童
- 杏花村（因与山西临汾杏花村酒厂的同名商标侵权，2011年更名为甘露）[1]